# Jeff Hardy

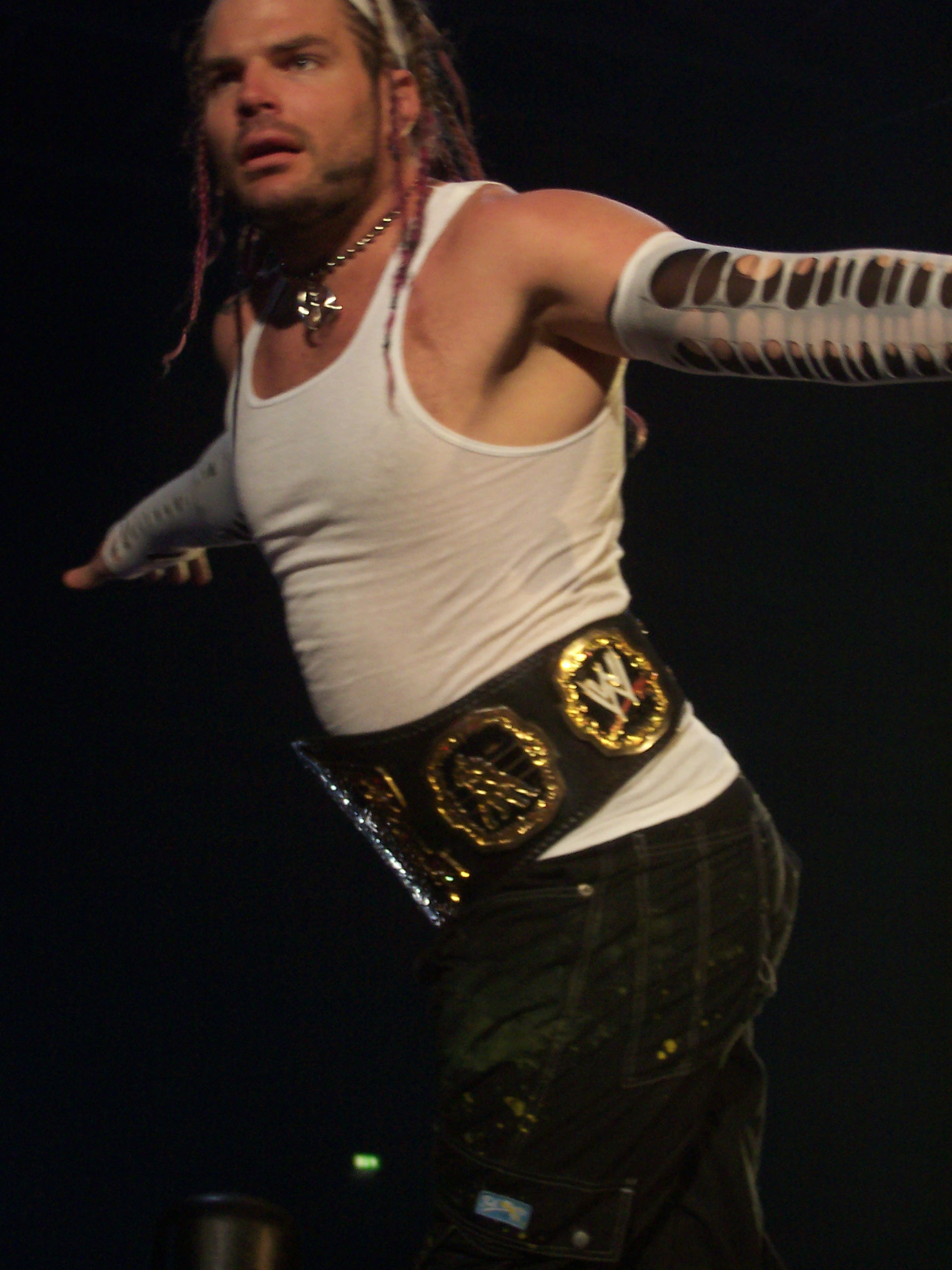
Jeff Hardy

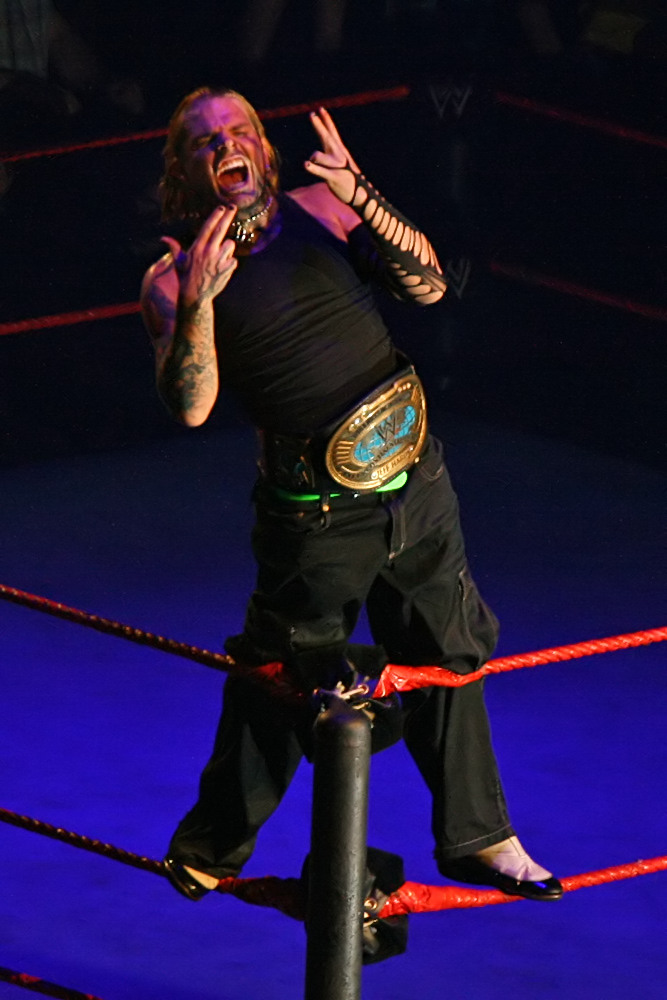
IC bajnok, 2007-ben

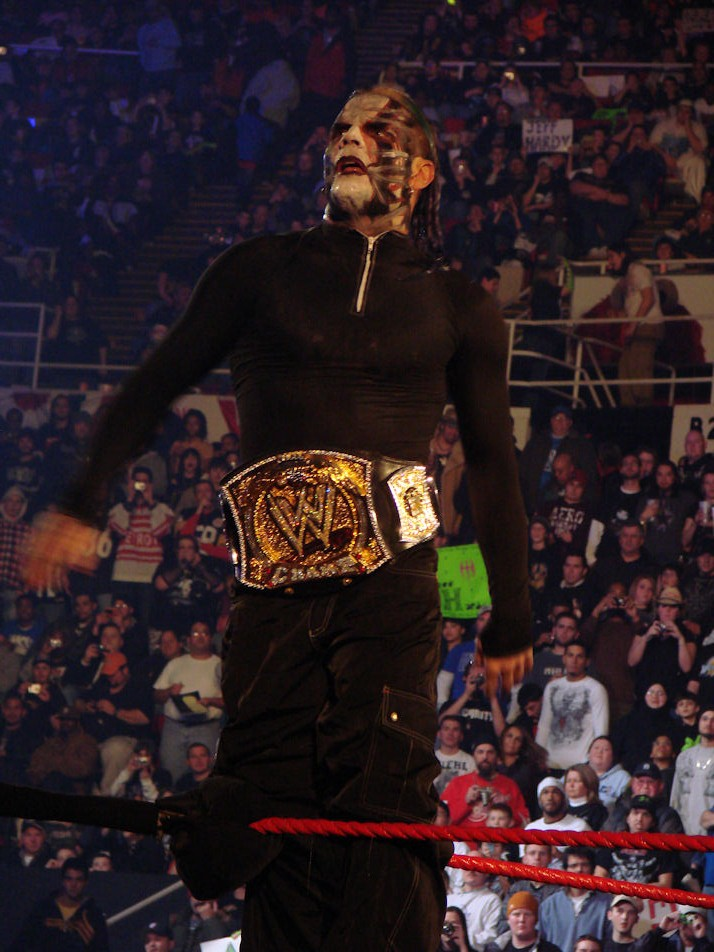
WWE bajnok

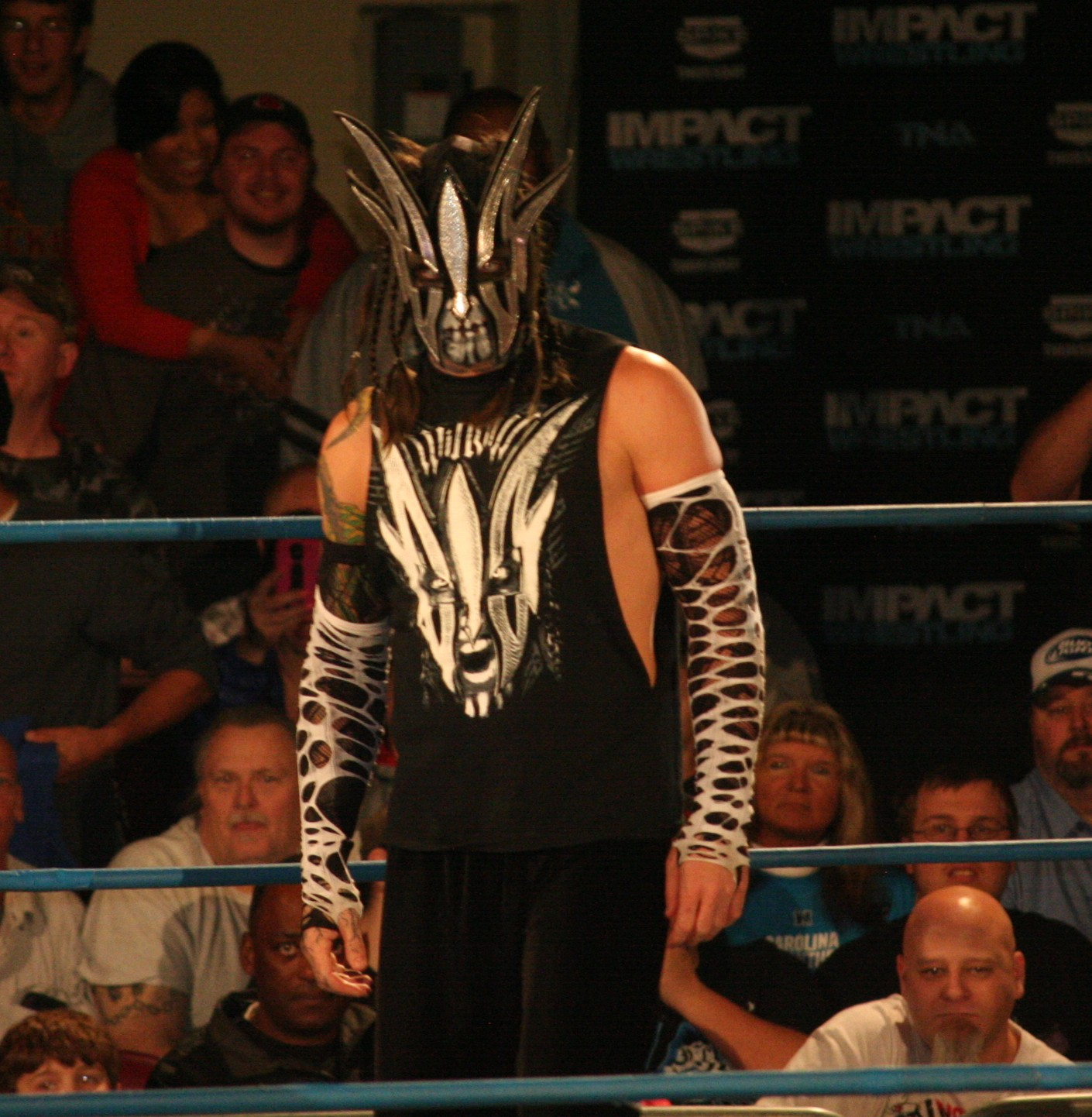
Willow, 2014

Jeff Hardy (Cameron, 1977. augusztus 31.): profi amerikai pankrátor, a pankráció egyik legnagyobb alakja. Ezen kívül még fest, dalokat ír és zenél. 

## Gyerekkora
Jeff Hardy Gilbert és Ruby Moore Hardy második gyerekeként született. Bátyja a szintén pankrátor Matt Hardy.
Mikor Jeff 9 éves volt, édesanyja meghalt. 9 éves korában megkapta első, Yamaha típusú motorját. Versenyeken is részt vett, ám egyszer kézsérülést szenvedett, ezért abbahagyta a sportot. Már a középiskolában elkezdett foglalkozni a pankrációval. Ezen kívül érdekelte még a történelem és a rajz.

## Karrier

### A kezdetek
Hardy-t olyan pankrátorok inspirálták, mint Sting, Shawn Michaels vagy The Ultimate Warriror. 
1994-ben aztán átkerült a WWF-hez (későbbi WWE). Első meccsét Razor Ramon ellen vívta.

### The Hardy Boyz (1998-2002)
1998-ban újabb szerződést kötött Jeff a WWF-fel, és megalapult a The Hardy Boyz, ami a két Hardy testvér csapata volt. Rengeteg sikert értek el, látványos meccseket vívtak. 
2000-ben egy új menedzserrel indítottak, Litával, aki a való életben is barátjuk volt. Az év során a Hardy Boyz megvívta első, TLC meccsét (Tables, Ladders and Chairs match ~ asztalok, létrák és székek ~).

### Szólókarrier
Hardy átkerült a RAW-ra, míg bátyja a SmackDown-on vitézkedett. 2002-ben RVD-vel egy csapatot alkottak.
2003-ban heel (magyarul rossz) karakterré változott, miután megtámadta RVD-t és Shawn Michaels-t. 
A közönség nem szerette Jeff karakterét, ezért 2003-ban távozott a WWE-től.

### TNA
2004. június 23-án debütált a WWE riválisánál, a TNA-nél. Első mérkőzése A.J. Styles ellen volt. Új bevonulózenéje volt, a "Modest". (A WWE-ben a "No More Words" című dalra vonult be.) A "Modest"-ben maga Hardy is közreműködött.
Ráragadt egy becenév is ekkortájt, a "Charismatic Enigma".

### Visszatérés a WWE-be – RAW
2006. augusztus 4-én Hardy a RAW műsorában jelentkezett újra, ám elveszítette az Interkontinentális Bajnoki mérkőzést Johhny Nitro-val szemben.

### Ismét jönnek a Hardy testvérek
A vereséget követően ismét összeállt a Hardy Boyz.
Számos mérkőzést vívtak meg, egyik mérkőzésen borzalmas sérülés is történt: Jeff a létrára ugrott, a létra másik oldala pedig felcsapott, és a fölötte álló Joey Mercury orrát eltörte. A mérkőzést azonnal megállították, ugyanis a ring csupa vér lett.

### Újabb szóló
A csapat felbomlott, és Jeff Hardy látványos meccseket produkálva a szervezet egyik legjelentősebb pankrátorává vált. Testvére nem ért el annyit, mint ő.
Emlékezetes meccseket produkált, kiemelkedik Undertaker ellen az Extreme Rules meccs, vagy a több mérkőzésen keresztül zajló viszálya Umagával. Sajnos Umaga 2009-ben elhunyt, ezért a történet írók CM Punk-kal alakítottak ki egy hosszú szálat. A nézők inkább Jeff-et szerették, igaz, ő volt a jó karakter.
Ám hiába a jó karakter, Jeff sajnos drogokhoz nyúlt, a WWE ezt nem nézte jó szemmel, ezért 2009-ben kirúgták. A történet szerint ha nyer CM Punk ellen, akkor ő marad, ha kikap, akkor ő távozik. Vereséget szenvedett, egy megható beszéddel elköszönt a nézőktől, akik könnyüket visszafojtva tapsolták meg a pankráció világának egyik legnagyobb alakját.

### Ismét a TNA-ben
Hardy 2010 januárjában a TNA-hez jött vissza. Egy emlékezetes bevonulással kezdett, ugyanis a nézőtérről indult. Épp egy ketreces meccs zajlott, ő pedig bevitt egy Twist of Fate-et az egyik rátámadó pankrátornak, majd felmászott a ketrec tetejére. A nézők extázisban voltak.
Hardy a sztori miatt rossz karakter lett, a Hulk Hogan által alapított Immortal csapat fő tagja. 
Egy rövid időre testvére, Matt is a TNA-ben dolgozott, ám folyamatos alkohol problémái miatt a TNA kirúgta.
Hardy sem volt problémák nélküli, ugyanis 2011-ben, márciusban a Victory Road elnevezésű gálán bedrogozott állapotban állt ki Sting ellen, majd el is bukta a mérkőzést 90 másodperc alatt. A TNA azonnal felfüggesztette a szerződését, Hardy pedig elvonóra ment.
Nyáron pedig hosszas bírósági tárgyalás után pont került az ügye végére, ám ez nem csak a fent említett rendezvényen történő botrányos viselkedése miatt, hanem még 2009. szeptember 11-én nála talált nagy mennyiségű drogok miatt.
A hivatalos verzió tehát:
- Két pontban, tudatmódosító és illegális anyagok terjesztésében
- Egy pontban, pedig ópiumot összetételében tartalmazó anyagokkal való kereskedésben
- Kokain birtoklásának bűntette
- Ópiummal történő kereskedés bűntette
- III-as besorolású tiltott anyag terjesztésének bűntette
- Kábítószer használatra vagy terjesztésre fenntartott lakás birtoklásának bűntette
- Kábítószer fogyasztását lehetővé tévő eszközök birtoklásának bűntette
Ezek a vádak még a 2009. szeptember 11-ei letartoztatásából származnak, amikor is a rendőrség egy bejelentés alapján, Hardy házában házkutatást tartott. Mivel Hardy elismerte bűnösségét, a többi vád pontot elejtette a bíróság.
2011 augusztusában aztán lezárták az ügyet, és Hardy megúszta az esetet. Sokak szerint akár 14 éves börtönbüntetést is kaphatott volna, de végül csak 10 napos börtönbüntetést, 100.000$-os büntetést, 30 hónapos felfüggesztett börtönbüntetést kapott. Ezen kívül folytatnia kell az elvonó programot, és Hardy kérvényezte, hogy elhagyhassa North Carolina területét, mert enélkül nem tudna a TNA-vel utazgatni. A bíróság elfogadta a kérvényt. 
Augusztus 23-án tehát visszatért, és megható beszéddel visszalopta magát a nézők szívébe. Ám a sztori szerint Jeff Jarrett nem nézte jó szemmel Hardy visszatérését, ezért kettejük párharca kezdődött el. Hardy végül 2011-ben a Final Resolution-ön egy ketreces meccsen elverte Jarrett-et. Jarrett távozott a TNA-től, és kihívóvá vált a nehézsúlyú övért. Jeff új ellenfele Bobby Roode lett, akit levert, de csak diszkvalifikációval, így nem lett bajnok.
Jeff nem járt sikerrel számos próbálkozást követően sem, valaki mindig hátráltatta őt. Így még mindig Roode a világbajnok.Jeff ezután a Bound for Glory series-t megnyerte, így kihívhatta a bajnokot, Austin Aries-t, akit sikeresen levert egy epikus csatában, a TNA Wrestlemania-ján, a Bound for Glory-n.Ezután többször is megvédte övét,Aries és Roode ellenében, de a Lockdown-on Bully Ray megverte, így ő lett a Nehézsúlyú bajnok.Ezután a visszavágón kikapott, a Slammiversary XI-n egy tag matchben Bully Ray bandája az Aces and Eight's felé kerekedett társulva Magnussal, és Samoa Joe-val.Ezután elindult a Bound for Glory Series-en, de most nem nyert.A Bound for Glory-n részt vett az X-Divíziós övért menő Ultimate X-en, de a meccset Chris Sabin nyerte.(A többi résztvevő Samoa Joe, Austin Aries, és Manik volt.) Ezután a bajnoki övétől megfosztott AJ Styles övéért egy tornán részt vett, de a döntőben elbukott Magnus ellen, aki így világbajnok lett, és Hardy egy időre lelépett. A Lockdown-on visszatért MVP csapatában Bobby Roode csapata ellen, az új személyiségében Willow-ként, a meccset MVP csapata nyerte. (Ezt a karaktert Hardy már az OMEGA nevű szervezetben játszotta.) A Sacrifice-on csapatot alkotott Kurt Angle-vel, és elverték Ethan Carter III és Rockstar Spud csapatát. Ezután Magnussal került feudba, aki leverte a Slammiversaryn, és társával Bram-mel leverték többször is Jeff-et és Abyss-t. Később megnyert egy Battle-Royalt, ami egy nehézsúlyú világbajnoki meccsért ment, de kikapott a bajnok, Bobby Lashley ellen. Mostanában csapatot alkot a testvérével, Mattel, a Wolves(Eddie Edwards & Davey Richards) és a Team 3D ellen (Bully Ray & Devon) ellen.A No Surrenderen a Wolves megvédte a tag-team bajnoki övét egy létrás meccsen a Team 3D és a Hardy Boyz ellen.

### All Elite Wrestling
Hardy jelenleg az All Elite Wrestling szervezet alkalmazottja.

## Magánélet
Hardy 1999-ben találkozott Beth Brittel, akivel együtt élt közel tizenkét évig. 2011-ben aztán Jeff elvette feleségül, bár előtte megszületett kislányuk, 2010. október 28-án.
2008-ban leégett a házuk, elektromos hiba okozta a tüzet, szerencsére ők nem voltak otthon.
Még 2003-ban Jeff és az amerikai Peroxwhy?gen banda bevonult a stúdióba, és felvették a "September Day" című dalt, amelyet Hardy írt. Témája a 2001. szeptember 11-én történt terroristatámadás.

## Megjelenése
Jeff Hardy testét egy összefüggő tetoválás fedi, amely a jobb nyakától, a füle mögül indul, és egészen a jobb karján végigmegy, az ujjain érve véget.
A tetoválást 2011-ben tovább folytatta, ugyanis a hátának jobb oldalán is folytatódott a mintázat.
Nyakának másik oldalán egy sárkány van, az előbb említett tetoválás pedig gyökereket ábrázol, és egyéb kínai szimbólumokkal van kiegészítve, amelyek az életet és békét jelképezik.
A mérkőzéseken védjegyévé vált a fekete nadrág, színes övvel (gyakran narancssárga, rózsaszín), a zsebéből lógó fehér szalaggal, amelyet általában kidob a nézőknek. Karján gumiból készült színes, lyukas karvédő van. Ez az esztétikai értéket növeli.
Annak idején sokszor festette a vállát és karját, de később már csak az arcát festette. Különböző mintákat szokott magára festeni, újabban, 2012-ben már a szemhéját is kifesti.
Jellemző bevonulására a "tánc", amit járt. Bár ez inkább a WWE-s korszakban volt.
Haját általában kieresztve hordja a mérkőzéseken, gyakran festi, egész extrém is volt már a haja. Mindig hosszú, kevés alkalom volt, hogy rövid hajjal láthattuk.

## Mozdulatai
Jeff Hardy úgynevezett high-flyer, aki különböző akrobatikus mozdulatokkal kápráztatja el a nézőket.
Három, rá jellemző mozdulat van, ezek közül az egyik, a Swanton Bomb a pankráció egyik legnehezebb mozdulata.
- Twist of Fate
- Whisper In The Wind
- Swanton Bomb
Ezeken kívül használta még a 450 Splash-t is, bár főleg fiatalabb korában.Később egy ideig használta a Reverse Fate-et, ami körülbelül a fordítottja a Twist of Fate-nek.

## Fordítás
- Ez a szócikk részben vagy egészben  a   Jeff_Hardy című angol Wikipédia-szócikk fordításán alapul.  Az eredeti cikk szerkesztőit annak laptörténete sorolja fel. Ez a jelzés csupán a megfogalmazás eredetét és a szerzői jogokat jelzi, nem szolgál a cikkben szereplő információk forrásmegjelöléseként.